# Dear... (album của The Grace)
Dear... là album tiếng nhật thứ hai của Tenjochiki The Grace ra mắt ngày 9 tháng 1 năm 2009. ca khúc chủ đề của album là "Sukoshi de ii kara" (少しでいいから) (A bit of good) được dùng làm nhạc phim cho drama dài 109 phút mang tên "Dance Subaru". Album thứ hai của Tenjochiki bao gồm các ca khúc nằm trong single thứ 7 "Here" (bao gồm cả B-side) nên album có tổng cộng 9 bài hát. Album đạt đỉnh cao là vào lúc xếp hạng thứ 14 trên bảng xếp hạng Oricon daily và đứng thứ 37 trên bảng xếp hạng Oricon weekly, có mặt trong bảng xếp hạng này trong 3 tuần liên tiếp vào bán được 4,734 bản và trở thành album thành công nhất của CSJH The Grace tại Nhật Bản.

## Danh sách ca khúc

### CD
1. "Here (ft. CLIFF EDGE)"
2. "Sukoshi de Ikara (少しでいいから)"
3. "Stand Up People"
4. "I Don't Know What To Do"
5. "Party"
6. "Tenjou no Melody (天上のメロディー; Celestial Melody)"
7. "Near ~thoughtful・1220~"
8. "Doushite... (どうして・・・; Why)"
9. "Epilogue"

### DVD
1. "Sukoshi de Ikara (少しでいいから)" Video Clip
2. "Near ~thoughtful・1220~" Video Clip
3. "Here (ft. CLIFF EDGE)" Video Clip
4. "Stand Up People" Video Clip

- Video thêm

1. "One More Time,OK?" Video Clip
2. "Piranha" Video Clip
3. "juicy LOVE" Video Clip
4. "Sweet Flower" Video Clip
5. "The Club" Video Clip
6. "Boomerang" Video Clip

## Website liên kết
- Tenjochiki Official Website Lưu trữ ngày 30 tháng 9 năm 2011 tại Wayback Machine